# Cyanolanius comorensis
Cyanolanius comorensis é uma espécie de ave da família Vangidae. É endêmica de Comores.

## Habitat e distribuição
A espécie possui uma pequena área natural que inclui as florestas da ilha de Mohéli e na Grande Comore, sendo que na última é extremamente rara. É encontrada em todos os tipos de florestas, mas preferencialmente em florestas remanescentes e em arbustos costeiros localizados em Mohéli. Já na Grande Comore, pode ser encontrada nas florestas das encostas do monte Karthala aos novecentos metros.

## Ameaças
As maiores ameaças são a destruição do seu habitat para a agricultura e o abandono destes locais sem vegetação, provocando a erosão e deslizamentos de terra. O outro problema é a invasão de plantas exóticas, como a Syzygium jambos, a Lantana camara e a Clidemia hirta degradando o habitat natural.